# Головастые акулы
Головастые акулы, или кошачьеголовые акулы (лат. Cephaloscyllium) — род семейства кошачьих акул (Scyliorhinidae). Эти акулы обладают способностью накачивать тело водой и раздуваться для защиты от хищников. Эти донные рыбы широко распространены в тропических и умеренных прибрежных водах Индийского и Тихого океанов. У них плотное, веретенообразное тело с короткой, широкой и уплощённой головой. Максимальный размер составляет 1 м. Рацион состоит из разнообразных рыб и беспозвоночных. Размножаются, откладывая по два яйца за один раз. Они безвредны и не представляют коммерческой ценности.

## Описание
У головастых акул плотное, веретенообразное туловище, сужающееся у хвостового стебля. Голова короткая (не более 1/5 от общей длины), широкая и приплюснутая. Морда очень короткая и тупая. Ноздри по бокам окружены кожными складками. Глаза овальные, вытянуты по горизонтали, расположены высоко, оснащены рудиментарной мигательной мембраной, зрачки напоминают зрачки кошек. Под глазами имеются широкие гребни. Рот очень крупный и широкий, а челюсти оснащены многочисленными зубами. Зубы видны, даже когда рот закрыт (за исключением индийской головастой акулы). Борозды по углам рта отсутствуют.
Грудные плавники крупные и широкие, а брюшные — маленькие. Спинные плавники сдвинуты к хвосту. Основание первого спинного плавника находится за основанием брюшных плавников, тогда как второй спинной плавник расположен напротив анального плавника. Первый спинной и анальный плавники существенно крупнее второго спинного плавника. Хвост короткий, хвостовой плавник широкий, с ярко выраженной нижней лопастью и большой вентральной выемкой у кончика верхней лопасти. Кожа толстая, покрыта сильно кальцинированными плакоидными чешуйками. Окрас сероватый или коричневатый с пятнами, образующими разнообразные узоры. У некоторых видов окрас молодых особей существенно отличается от окраса взрослых. Головастых акул можно разделить по размеру на две группы. Одну из них составляют карликовые виды, такие как полосатая головастая акула и индийская головастая акула, размер которых не превышает 50 см, а другую — крупные виды, включая Cephaloscyllium umbratile и калифорнийскую раздувающуюся акулу, достигающие 1 м в длину.

## Ареал и места обитания
Головастые акулы обитают в умеренных и тропических водах Тихого и Индийского океанов, но не на экваторе. Разнообразные виды головастых акул распространены у берегов Австралии и в западной и центральной части Тихого океана, среди них есть несколько эндемиков. Наиболее широкий ареал у надувающейся головастой акулы (Cephaloscyllium sufflans), которая водится у юго-восточного побережья Индии, калифорнийской раздувающейся акулы (Cephaloscyllium ventriosum), распространённой вдоль восточного побережья Северной и Южной Америк и вида Cephaloscyllium umbratile, обитающего в северо-западной части Тихого океана. Одна из гипотез предполагает, что род головастых акул произошёл из Австралии и Новой Гвинеи и постепенно распространился в ходе серии миграций, достигнув берегов Африки и Америки.
Головастые акулы — это донные рыбы, которые встречаются от зоны прилива до глубины 670 м на континентальных и островных подводных склонах.

## Биология и экология
В целом головастые акулы — это медлительные, малоподвижные рыбы, которые плавают, извиваясь подобно угрям. Их рацион состоит из разнообразных донных животных, включая прочих акул и скатов, костистых рыб, ракообразных и моллюсков. Головастые акулы известны своей способностью накачиваться водой и раздуваться в случае опасности — таким способом они расклиниваются в щелях, не позволяя себя схватить, и даже отпугивают хищника. Этот вид размножается, откладывая по 2 яйца за один раз, по одному из каждого яйцеклада. Яйца заключены в капсулу в форме фляжки, оснащенную по углам усиками, которые позволяют ей закрепиться на дне.

## Таксономия
Название рода Cephaloscyllium было предложено американским ихтиологом Теодором Гиллом в выпуске «Annals of the Lyceum of Natural History of New York». Оно происходит от греч. κεφάλι «голова» + σκυλόψαρο «морская собака». Однако большинство современников Гилла, особенно в Европе, предпочитали относить головастых акул к роду Scyllium (синоним Scyliorhinus). Название Cephaloscyllium не имело широкого распространения, пока Самюэль Гарман не опубликовал в 1913 году в выпуске «Memoirs of the Museum of Comparative Zoology» статью «The Plagiostomia», в которой официально признал три вида: Cephaloscyllium isabellum, Cephaloscyllium ventriosum и Cephaloscyllium umbratile.
Долгое время существовала таксономическая неясность, связанная с родом головастых акул и обусловленная несколькими факторами, включая разнообразный внешний вид (особенно отличия между молодыми и взрослыми особями), существование множества неописанных видов и типовых образцов и использование ненадёжных источников. До недавнего времени официально были признаны 3−5 видов, а также существовали 5 неописанных видов, обитающих в водах Австралии, западной и центральной части Тихого океана и в Индийском океане. В 2008 году были предприняты усилия по внесению таксономической ясности рода головастых акул, в результате которых количество описанных видов достигло 19.

## Виды
- Cephaloscyllium albipinnum Last, Motomura & W. T. White, 2008
- Cephaloscyllium circulopullum Yano, A. Ahmad & Gambang, 2005
- Cephaloscyllium cooki Last, Séret & W. T. White, 2008
- Cephaloscyllium fasciatum W. L. Chan, 1966 — Полосатая головастая акула<
- Cephaloscyllium hiscosellum W. T. White & Ebert, 2008
- Cephaloscyllium isabellum Bonnaterre, 1788 — Кошачьеголовая акула, или Шашечная акула, или Японская головастая акула
- Cephaloscyllium laticeps Duméril, 1853 — Австралийская головастая акула[2]
- Cephaloscyllium maculatum Schaaf-Da Silva & Ebert, 2008
- Cephaloscyllium pardelotum Schaaf-Da Silva & Ebert, 2008
- Cephaloscyllium pictum Last, Séret & W. T. White, 2008
- Cephaloscyllium sarawakensis Yano, A. Ahmad & Gambang, 2005
- Cephaloscyllium signourum Last, Séret & W. T. White, 2008
- Cephaloscyllium silasi Talwar, 1974 — Индийская головастая акула[2]
- Cephaloscyllium speccum Last, Séret & W. T. White, 2008
- Cephaloscyllium stevensi Clark[англ.] et Randall[англ.], 2011
- Cephaloscyllium sufflans Regan, 1921 — Надувающаяся головастая акула[2]
- Cephaloscyllium umbratile D. S. Jordan & Fowler, 1903
- Cephaloscyllium variegatum Last & W. T. White, 2008
- Cephaloscyllium ventriosum Garman, 1880 — Калифорнийская раздувающаяся акула, или Калифорнийская кошачьеголовая акула
- Cephaloscyllium zebrum Last & W. T. [White, 2008

### Филогенез и эволюция
Морфологический и молекулярные филогенетические исследования выявили, что ближайшим родственником рода головастых акул является род кошачьих акул (Scyliorhinus) и вместе с родом усатых кошачьих акул (Poroderma) они формируют подсемейство Scyliorhininae, которое является самой базальной кладой отряда кархаринообразных (Carcharhiniformes).
Самые ранние ископаемые остатки головастых акул, обнаруженные в Калифорнии, датируются эпохой миоцена (22,3—5,3 миллионов лет назад), хотя, учитывая уровень дивергенции ДНК у акул, происхождение рода следовало бы отнести к меловому периоду (145—65 миллионов лет назад).

## Взаимодействие с человеком
Головастые акулы не представляют опасности для человека и практически не имеют коммерческой ценности. Иногда в качестве прилова они попадают в рыболовные сети. Некоторые виды, например Cephaloscyllium umbratile и калифорнийская раздувающаяся акула, известны своей живучестью — они более суток могут жить без воды и хорошо адаптируются в неволе.